# بورگیایو
بورگیایو (به ایتالیایی: Borgiallo) یک کومونه در ایتالیا است که در استان تورین واقع شده‌است.

## خصوصیات
بورگیایو ۷٫۰ کیلومترمربع مساحت و ۵۵۰ نفر جمعیت دارد.